# Nymphaeum

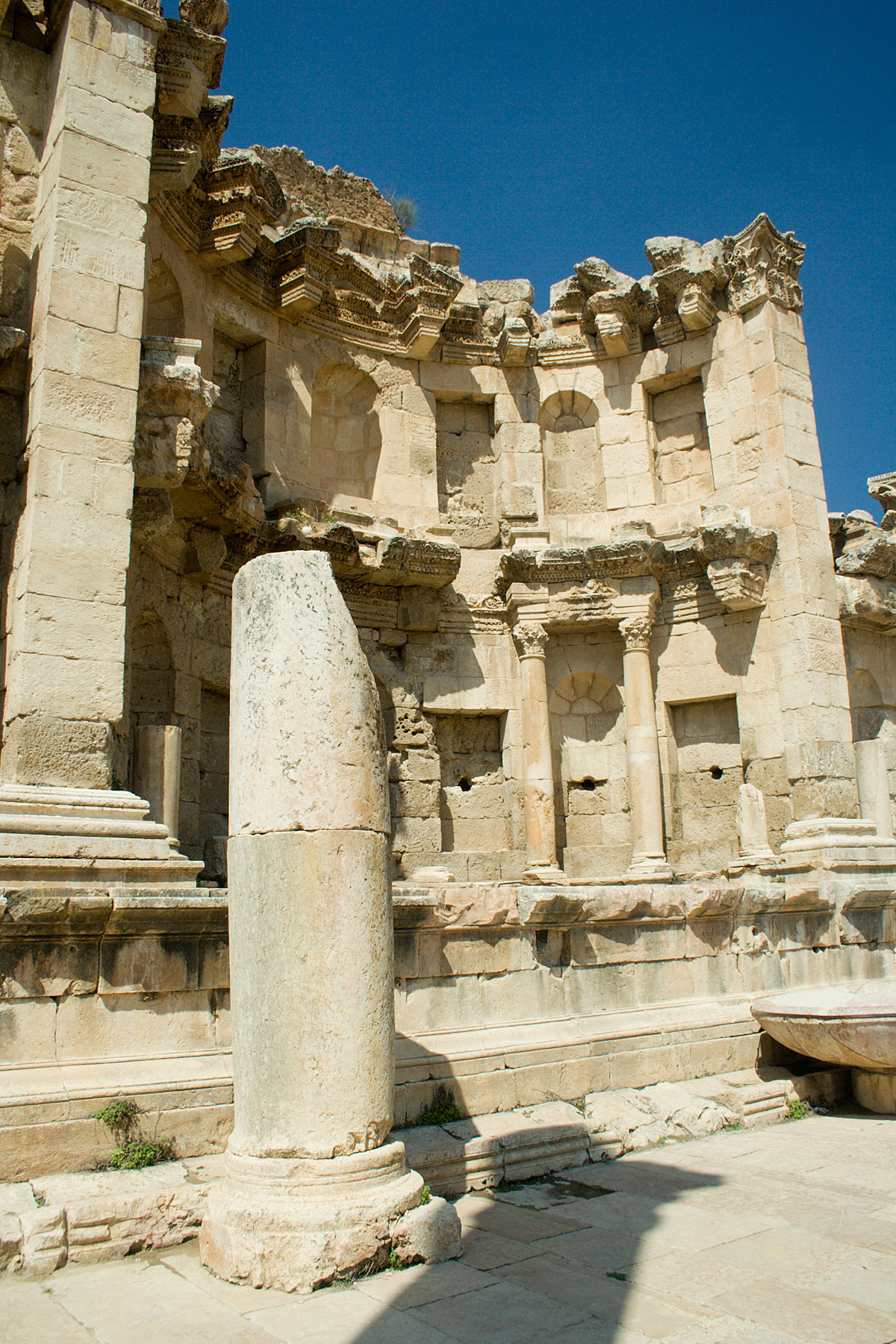
Het nymphaeum van Jerash

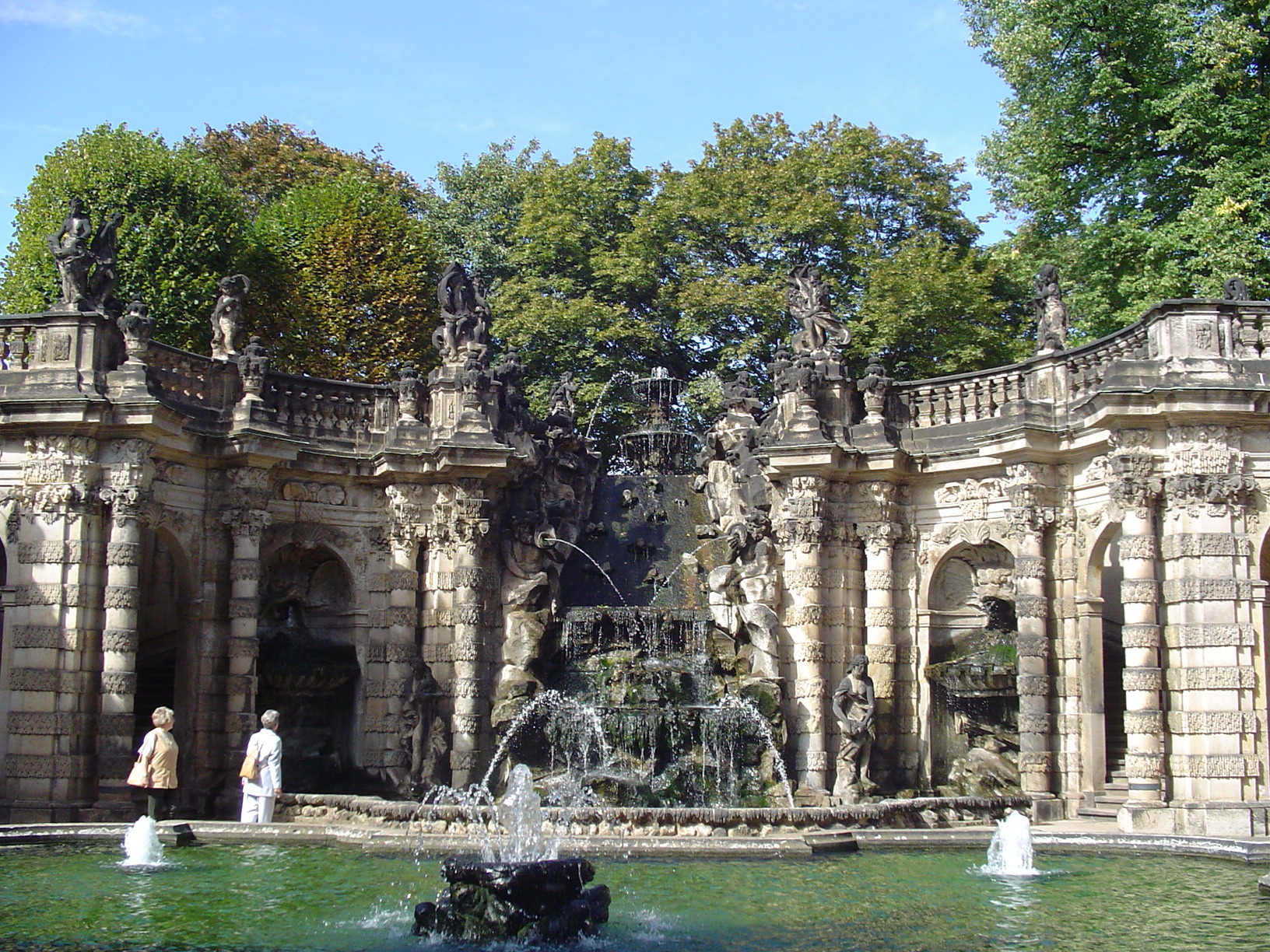
Het Nymphenbad, het nympheaum van de Zwinger in Dresden

Een nymphaeum (Oudgrieks Νυμφαῖον) is, in de Griekse en Romeinse oudheid, een monument gewijd aan de nimfen, in het bijzonder de bronnimfen. Deze monumenten waren oorspronkelijk kleine grotten, door tradities aangewezen als de woonplaats van de lokale nimfen. Soms werden ze zo ingericht dat ze voorzien konden worden van een waterbron. Vervolgens begonnen kunstmatige grotjes de plaats in te nemen van de natuurlijke.
Het nymphaeum in Jerash in Jordanië is gebouwd in 191. De fontein was oorspronkelijk voorzien van marmer op het onderste niveau, geschilderd pleisterwerk daarboven en een koepeldak. Uit zeven beelden van een leeuwenhoofd stroomde water in een klein bassin op de stoep.
De nymphaea uit de Romeinse periode waren geleend van de constructies uit het Hellenistische Oosten. Het merendeel bestond uit een ronde zaal, gedecoreerd met beelden en beschilderingen. Zij dienden een drievoudig doel, namelijk als heiligdom, reservoir en verzamelruimte. Een bijzonder kenmerk was hun toepassing als plaats om bruiloften te vieren. Zulke nymphaea bestonden in Korinthe, Antiochië en Constantinopel; de overblijfselen van zo'n twintigtal zijn gevonden in Rome en nog vele andere in Afrika. De zogenoemde exedra van Herodes Atticus (die in alle aspecten overeenkomt met een nymphaeum in de Romeinse stijl), het nymphaeum in het paleis van Domitianus en die in de villa van Hadrianus in Tibur (vijf in totaal) zijn bijzonder vermeldenswaardig. De term nymphaeum werd ook toegepast op de waterbronnen in het atrium van de christelijke basilieken, die volgens Eusebius symbolen van zuivering waren.
Kunstmatige grotten met een waterbron werden in paleizen tijdens de Renaissance ingebouwd, zoals in de Villa Giulia in Rome.

## Trivia
- Nymphaeum is ook de naam van een haven in Laconië (Paus., III 23.2.).
- Een Nymphaeum bevindt zich in de Grot van Sperlonga in Latium, toebehorend aan keizer Tiberius, waar belangrijke restanten zijn gevonden van beeldengroepen met uitbeelding van avonturen van Odysseus, de ontmoeting met Scylla en van de cycloop Polyphemus, wiens oog werd uitgestoken. Dit zouden kopieën zijn van bronzen beelden, mogelijk dezelfde beeldhouwers als van de Laocoöngroep, dateert uit dezelfde tijd.[bron?]